# Іоніти

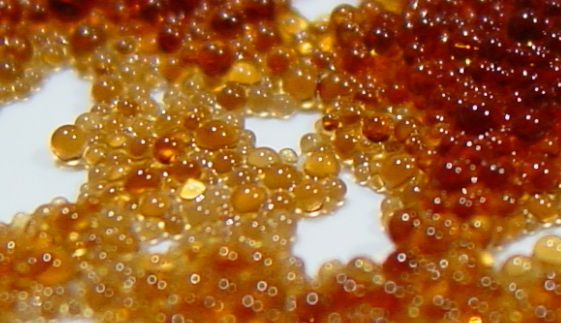
Іоніти

Іоні́ти (рос. иониты, англ. ionites, ion exchangers; нім. Ionenaustauschere m pl, Austauschere m pl, Ionite m pl) — тверді нерозчинні природні або штучні матеріали, здатні до обміну йонами в розчинах електролітів.
За типом йоногенних груп розрізняють катіоніти та аніоніти.
Іоніти використовують для вилучення або розділення різних елементів, очищення води та в аналітичних дослідженнях.
Найважливіша група синтетичних іонітів — іонообмінні смоли (іонообмінники).